# Падаккасы (Юськасинское сельское поселение)
Падаккасы́ (чув. Патаккасси) — деревня в Моргаушском районе Чувашской Республики. Входит в состав Юськасинского сельского поселения.

## География
Находится в северо-западной части Чувашии, на расстоянии приблизительно 13 км на юг по прямой от районного центра села Моргауши.

## История
Известна с 1795 года как выселок села Преображенское (ныне Чувашская Сорма) с 6 дворами. В 1858 году было учтено 46 жителей, в 1897 — 97, в 1926 — 28 дворов и 147 жителей, в 1939 — 151 житель, в 1979 — 126. В 2002 году было 32 двора, в 2010 — 33 домохозяйства. В 1930 году был образован колхоз «Шинер», в 2010 действовало ГУП "ОПХ «Ударник».

## Население
Постоянное население составляло 115 человек (чуваши 100 %) в 2002 году, 111 — в 2010.